# Smyrnium olusatrum

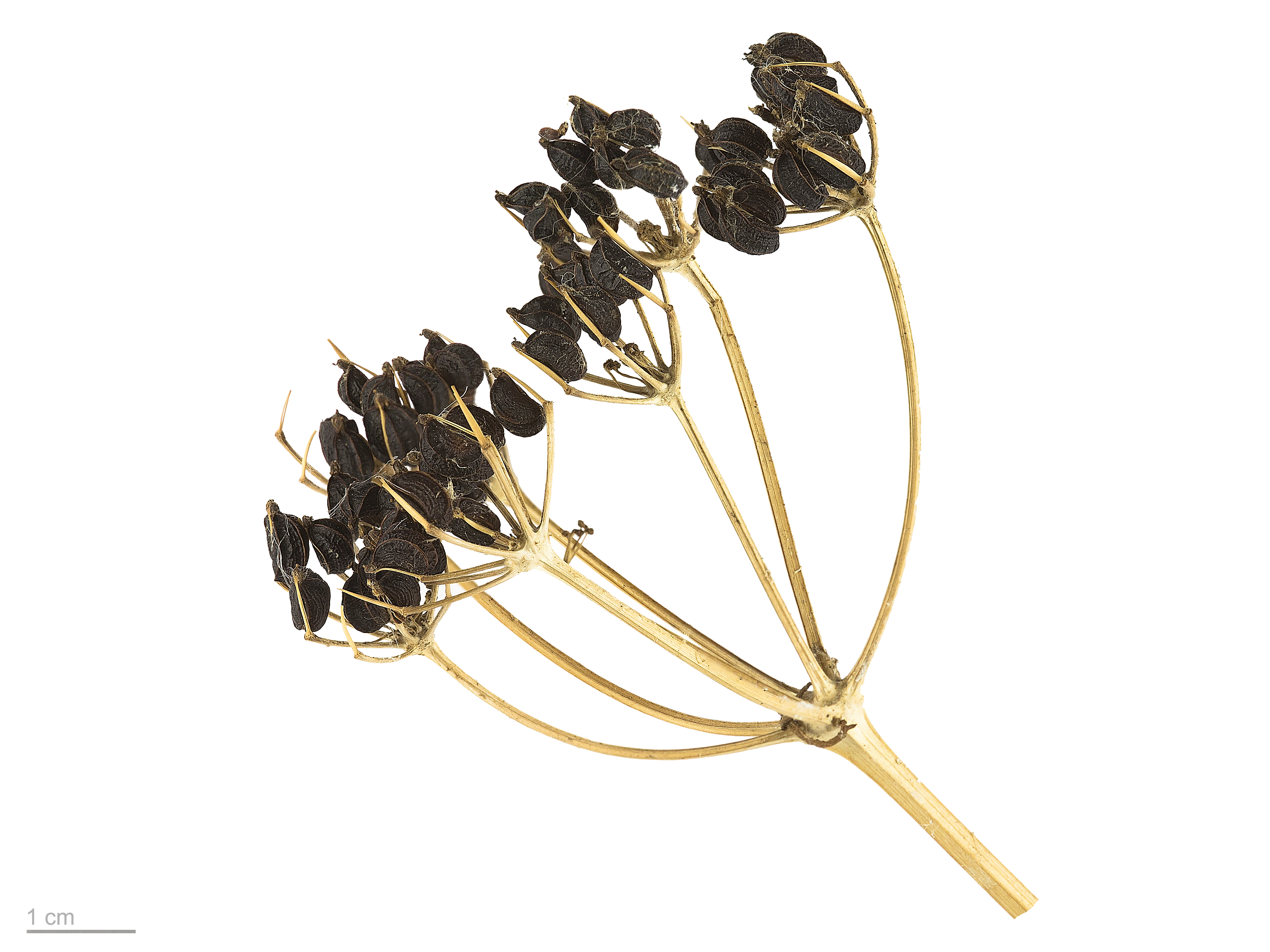
Smyrnium olusatrum - MHNT

Smyrnium olusatrum é uma espécie de planta com flor pertencente à família Apiaceae. É comestível e já é conhecida desde a antiguidade.
A autoridade científica da espécie é L., tendo sido publicada em Species Plantarum 1: 262. 1753.
Os seus nomes comuns são aipo-dos-cavalos, cegude, esmínio-da-rama-parda, ou salsa-de-cavalo.

## Portugal
Trata-se de uma espécie presente no território português, nomeadamente em Portugal Continental e no Arquipélago dos Açores.
Em termos de naturalidade é nativa da primeira região e é introduzida na segunda.

## Protecção
Não se encontra protegida por legislação portuguesa ou da Comunidade Europeia.